# Woltersdorf (Wendland)
Pour les articles homonymes, voir Woltersdorf.
Woltersdorf est une municipalité allemande du land de Basse-Saxe et l'Arrondissement de Lüchow-Dannenberg.